# مولود الطنطاش
مولود مارت الطنطاش بالتركية (Mevlüt Mert Altıntaş) من (مواليد 24 يونيو 1994 حتى 29 ديسمبر 2016) وهو ضابط أمن في السلك العسكري التركي وهو أحد منسوبي ضباط قوات مكافحة فض الشغب التركية الخاصة في الشرطة التركية ويعمل أيضا في وحدة القوة الجوية بالأمن العام التركي في العاصمة أنقرة، أقدم بتاريخ (29 ديسمبر 2016 )
على إطلاق النار على السفير الروسي لدى تركيا أندريه كارلوف في العاصمة التركية أنقرة فأرداه قتيلا، قبل أن تقتله الشرطة التركية وبحسب مختلف المصادر الإخبارية، فقد أعلن مولود مارت ألتن طاش باللغة التركية أنه نفذ العملية انتقاما لأهالي مدينة حلب، في إشارة إلى مشاركة موسكو في الحملة العسكرية التي انتهت بتهجير عشرات الآلاف من أحياء حلب الشرقية، فضلا عن قتل آلاف المدنيين
غير أن السلطات التركية وعلى لسان مسؤوليها قالت إن المهاجم ينتمي لشبكة فتح الله غولن، الذي تقول أنقرة إنه دبر انقلابا فاشلا في يوليو / تموز 2016. وتحدث مسؤول أمني تركي كبير لوكالة رويترز عن دلائل قوية للغاية، وقال إن التحقيق يركز على صلات المسلح بشبكة فتح الله غولن لكن مسؤولا يقدم الاستشارات الإعلامية للحركة قال إن الحركة لا صلة لها باغتيال السفير الروسي، وإن غولن يدين الحادث بشدة

## المولد والنشأة
ولد مولود مارت الطنطاش في قضاء سوكة الواقعة في محافظة آيدين التركية القريبة من مدينة مانيسا على شواطئ بحر إيجه غرب تركيا يوم 24 يونيو 1994م

## الدراسة والتكوين
التحق مولود مارت الطنطاش بمدارس مانيسا وفيها أتم دراسته الابتدائية والإعدادية، وأتم دراسته الثانوية في (مدرسة جمهورية الأناضول) التركية، والتحق بكلية (روشتو إزمير للشرطة) بالتركية (Rüştü Ünsal PMYO) في ولاية إزمير التركية، وتخرج منها عام 2014 وعمل في قوات مكافحة الشغب التركية الخاصة بمدينة أنقرة منذ عامين ونصف العام

## الوظائف والمسؤوليات
التحق مولود مارت الطنطاش عام 2014 بجهاز الأمن العام التركي، ليخدم في شعبة الأمن الخاص بالقوة الجوية في العاصمة التركية أنقرة مدة عامين ونصف العام، وكشف وزير الداخلية التركي سليمان صويلو أن الطنطاش كان يعمل في قوات مكافحة الشغب الخاصة في أنقرة مُنذ عامين

## الحراسة الشخصية للرئيس رجب طيب أردوغان
كشفت مصادر إعلامية تركية أن مولود مارت الطنطاش قاتل السفير الروسي أندريه كارلوف في تركيا، عمل في فرق الحماية الخاصة بالرئيس التركي رجب طيب أردوغان، وفق ما نقلت صحيفة زمان التركية، وقالت الصحيفة إن مولود ألتن طاش رافق أردوغان في بعض المناسبات عند زيارته لبعض المدن التركية، ونقلت الصحيفة أن مولود مرت ألتن طاش، عمل حارساً شخصياً للرئيس أردوغان، ضمن قوات التدخل السريع، في جولاته في مدينة قونيا في ديسمبر 2014، ثم في بورصة في 1 فبراير 2015، مع نشر بعض الصور التي تُظهر أردوغان قريباً من الطنطاش في مناسبات كثيرة

## اغتيال السفير الروسي
قُتل السفير الروسي أندريه كارلوف في تركيا بالرصاص في يوم الإثنين 19 ديسمبر 2016 في أنقرة، بعد أن قام الطنطاش بفتح النار عليه، بينما كان يزور معرضاً فنياً في العاصمة التركية أنقرة. وبعد الهجوم، كان يقول الجاني: «الله أكبر، الله أكبر، لن ننسى حلب، لن ننسى سوريا، هذا من أجل حلب».

### طريقة الاغتيال
أطلق مولود مارت ألتن طاش النار على السفير الروسي لدى تركيا أندريه كارلوف بتاريخ يوم 19 ديسمبر / كانون الأول 2016، بينما كان يلقي كلمة في مركز الفنون المعاصرة في أنقرة بعنوان (روسيا في عيون الأتراك)، تمّ تنظيمه بالتعاون بين السفارة الروسية وبلدية جانقايا في العاصمة التركية أنقرة ووقع الهجوم الذي التقطته عدسات الكاميرات في تمام الساعة 19:05 بتوقيت إسطنبول (16:05 بتوقيت غرينتش)، بعد أن تمكن ضابط الأمن التركي مولود مارت ألتن طاش من الدخول إلى المبنى الذي أقيم فيه المعرض الفني، حيث قدم نفسه على أنه شرطي، بحسب مختلف المصادر الإخبارية، وأظهرت لقطات مصورة منفذ الهجوم وهو يطلق النار على كارلوف بينما كان يلقي كلمة في المعرض الفني، وظهر المهاجم وهو يتحرك عشوائيا ويصرخ وهو يحمل مسدسا في يد ويلوح بالأخرى، وذلك أمام الحاضرين الذين أصيبوا بالذهول واختبأوا خلف طاولات الحفل
وتعدت الروايات حول حقيقة ما حدث داخل أسوار المعرض الفني في أنقرة، فقد أكد هاشم كيليج مراسل صحيفة (حرييت) التركية الذي كان موجودا في المكان، لوكالة الأنباء الفرنسية، أنه بينما كان السفير يلقي خطابا، أطلق رجل يرتدي بزة، النار في الهواء ثم استهدف السفير، وقالت وكالة أسوشيتد برس نقلا عن مصور كان داخل القاعة إن المهاجم أطلق ثماني رصاصات على كارلوف الذي يتولى منصب سفير روسيا لدى تركيا منذ يوليو/ تموز 2013، ووصف شاهد آخر في موقع الحادث لوكالة رويترز المهاجم قائلا إنه كان يرتدي بذلة سوداء وربطة عنق ويقف وراء السفير الروسي بينما كان يلقي كلمته، وكشف أن المهاجم أخرج مسدسه وأطلق الرصاص على السفير من الخلف رأيناه راقدا على الأرض ثم ركضنا هاربين

### بعد الهجوم
إثر إطلاق مولود مارت ألتن طاش النار سقط السفير الروسي على الأرض، ونقل على إثرها في حالة حرجة إلى مستشفى لتعلن وفاته لاحقا، وأكد وزير الداخلية التركي سليمان صويلو في تصريحه للصحفيين أثناء مغادرته المستشفى الذي نُقل إليه كارلوف أن الهجوم الإرهابي أسفر عن مقتل كارلوف وإصابة ثلاثة آخرين بجروح طفيفة، وفي تفاصيل الأحداث التي تلت الهجوم، نقلت وكالة الأناضول التركية عن مصادر أمنية قولها إن اشتباكات دامت قرابة 15 دقيقة وقعت بين الوحدات الخاصة التركية ومنفذ الهجوم الذي صعد إلى الطابق الثاني من المركز التابع لبلدية جانقيا بأنقرة، بعد إطلاق النار على السفير، وانتهت بمقتله، أما وكالة رويترز فنقلت عن شهود قولهم إنه لم تكن هناك أي آلات فحص أمني عند مدخل المعرض الفني الذي اغتيل فيه السفير الروسي

### التحقيق
بينما فتحت السلطات التركية تحقيقا في عملية اغتيال السفير الروسي، واحتجزت عدة أشخاص منهم أقارب للضابط مولود مارت ألتن طاش مثل شقيقته وأمه وزميله في السكن وخاله الذي قالت وكالة الأناضول إنه كان يعمل في موقع مسؤول بإحدى المدارس الخاصة التابعة لمنظمة فتح الله غولن قبل إغلاقها، بينما طالبت موسكو من جهتها بتوضيح ملابسات الهجوم بشكل عاجل، وقال الرئيس فلاديمير بوتين (علينا أن نعرف من الذي حرك أيدي القتلة)
كما أرسلت روسيا مجموعة من 18 محققا من عناصر أجهزة الاستخبارات ودبلوماسيين يوم 20 ديسمبر / كانون الأول 2016 إلى أنقرة، للعمل في إطار التحقيق في اغتيال السفير الروسي، طبقا للاتفاق التي تم التوصل إليه بين الرئيسين الروسي والتركي خلال مكالمتهما الهاتفية، بحسب ما كشف المتحدث باسم الكرملين ديمتري بيسكوف، وقررت تركيا كما كشف وزير خارجيتها لنظيره الروسي إطلاق اسم السفير المغتال على الشارع الذي تقع فيه السفارة الروسية في أنقرة، تكريما لذكراه، مع العلم أن المسؤولين الأتراك والروس أجمعوا على أن الحادث يهدف إلى ضرب العلاقات التركية الروسية التي بدأت تتحسن بعد أزمة دبلوماسية بين البلدين، إثر إسقاط تركيا طائرة مقاتلة روسية قرب الحدود مع سوريا في نوفمبر / تشرين الثاني 2015 وقد اعتبر وزير الخارجية التركي مولود جاويش أوغلو أن الهدف الرئيسي للقاتل كان الإضرار بالعلاقات الروسية التركية ووقف التقدم الذي تحقق عبر جهودنا المشتركة، بينما قال نظيره الروسي سيرغي لافروف إن قتل السفير كان يهدف لمحاولة عرقلة الحرب ضد الإرهاب في سوريا.

## مقتله
قُتل مولود مارت ألتن طاش يوم 19 ديسمبر كانون الأول 2016م على يد الشرطة التركية، بعد أن تم تطويق المكان الذي قَتل السفير فيه، وبعد اشتباك استمر لمدة 15 دقيقة

## إجراءات الدفن
أفادت صحيفة حرييت التركية الجمعة 23 ديسمبر/كانون الأول بأن السلطات التركية لم تتلق حتى الآن أي طلب لاستلام جثة مولود ألتن طاش من أسرتة على الرغم من إطلاق 6 أفراد منهم بعد احتجازهم عقب الجريمة ورصدت صحيفة حرييت شهادات من سكان الحي الذي تقطنه أسرة ألتن طاش أفاد أصحابها بأنهم فقدوا الاتصال بأفراد الأسرة بعد الإفراج عنهم، ولم يردوا على الاتصالات الهاتفية، ولم يعد لهم وجود في الحي، كما أكد مختار هذا الحي الواقع في مدينة أيدن غربي تركيا أن محاولات الاتصال بأفراد أسرة ألتن طاش بعد الإفراج عنهم باءت بالفشل، وأن هؤلاء لم يجروا أية اتصالات بشأن استلام جثة القاتل لدفنها.

## آخر كلامه
| ” | الله أكبر الله أكبر نحن الذين بايعنا محمداً على الجهادٍ ما بقينا أبداً الله أكبر الله أكبر لا تنسوا حلب، لا تنسوا سوريا لا تنسوا حلب، لا تنسوا سوريا والله لن تذوقوا طعم الأمان إذا كانت بلادنا لا تذوق طعم الأمان إرجع إلى الوراء، إرجع إلى الوراء لن أخرج من هذه القاعة إلا ميتاً كل من له يد في هذا الظلم سيدفع الثمن | “ |

## ردود الفعل

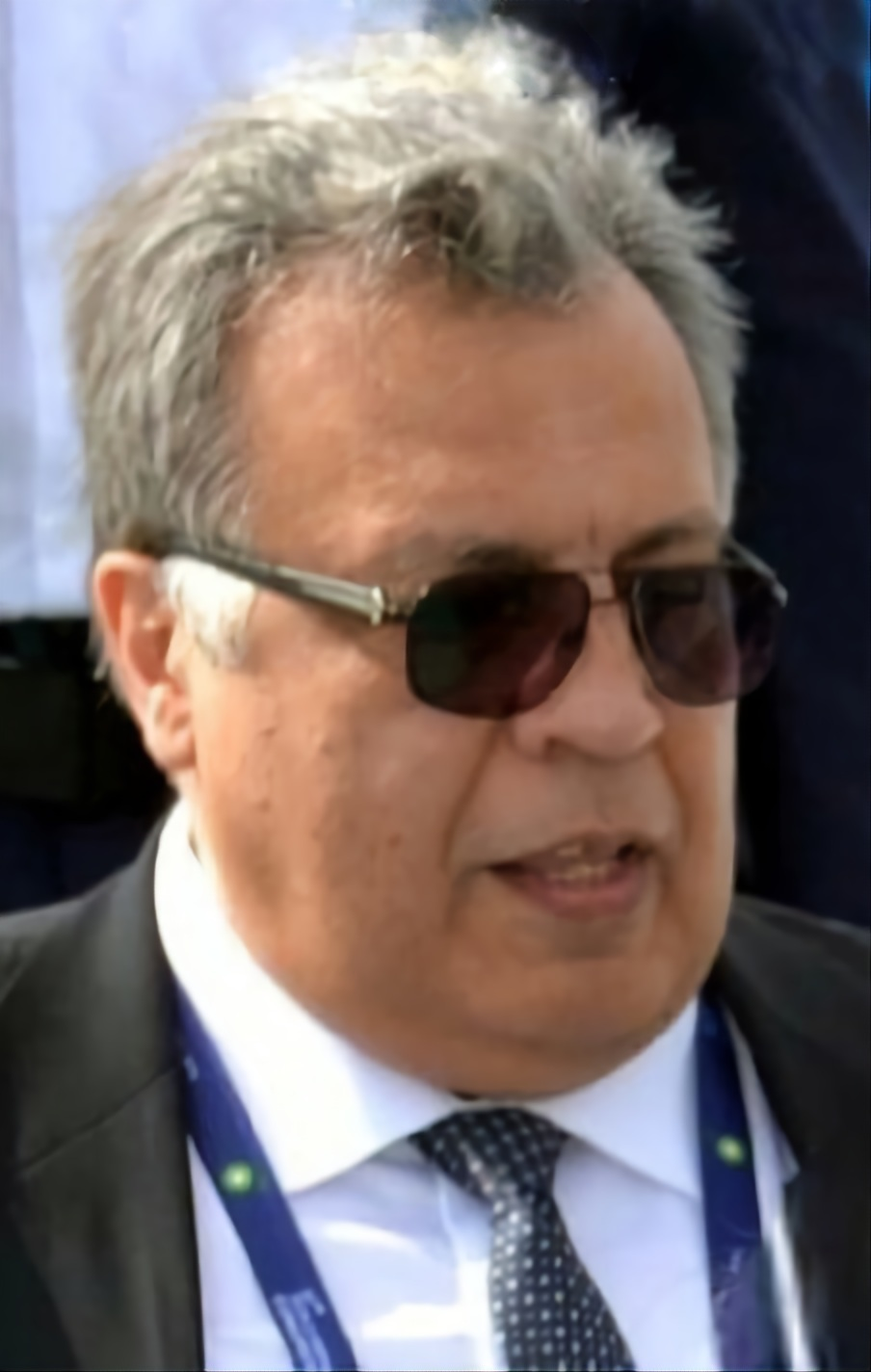
أندريه كارلوف سفير روسيا في تركيا

توالت ردود الأفعال دوليًا وإقليميًا وعربيًا على حادثة اغتيال السفير الروسي في تركيا أندريه كارلوف برصاص أحد أفراد أجهزة الأمن التركي، ندد مجلس الأمن التابع للأمم المتحدة بالهجوم الإرهابي الذي أسفر عن اغتيال السفير الروسي أندريه كارلوف في تركيا، وصدر بيان عن المجلس المؤلف من 15 دولة، جاء فيه يشدد أعضاء مجلس الأمن على ضرورة تقديم الجناة، والمنظمين والممولين ورعاة الهجمات الإرهابية إلى العدالة، وفي واشنطن أدان الرئيس الأميركي المنتخب دونالد ترامب اغتيال السفير الروسي في تركيا على يد ما وصفه بإرهابي إسلامي متشدد، ونقلت سكاي نيوز، عن وزراء الخارجية العرب التنديد بالعملية الإرهابية التي أسفرت عن مقتل السفير الروسي، وأفادت وكالة أنباء الشرق الأوسط المصرية، أن الوزراء نددوا بالهجوم في بيان صدر في ختام اجتماعهم بمقر الجامعة العربية في القاهرة، وعبروا عن تعازيهم لحكومة وشعب روسيا ولعائلة السفير، وجاء في البيان إدانة الوزراء للإرهاب في كافة صوره وأشكاله، ودعوا إلى تضافر الجهود الدولية من أجل مواجهة هذه الظاهرة بقوة وحسم، في ضوء الأخطار المتزابدة على الأمن والاستقرار الدوليين، وحسب وكالة أنباء الإمارات وام، أعربت الإمارات عن إدانتها واستنكارها الشديدين لجريمة اغتيال السفير الروسي لدى تركيا كما صدر عن وزارة الخارجية بيان يشجب هذه الجريمة النكراء، وجددت مواقف دولة الإمارات الثابتة بنبذ العنف والإرهاب بمختلف أشكاله وصوره وما ينجم عنه من ضحايا وترويع للآمنين، ونقلت وكالة الأنباء السعودية واس، عن مصدر مسؤول في الخارجية السعودية، إدانة المملكة واستنكارها الشديدين لمقتل سفير روسيا الاتحادية لدى الجمهورية التركية، وجاء الموقف المصري أيضًا مستنكرًا بأشد العبارات الهجوم الذي أسفر عن مقتل السفير وشجب هذا العمل الإرهابي الغادر مع خالص عزاء مصر لأسرة السفير وروسيا قيادةً وشعبًا

### ردود الفعل الروسية

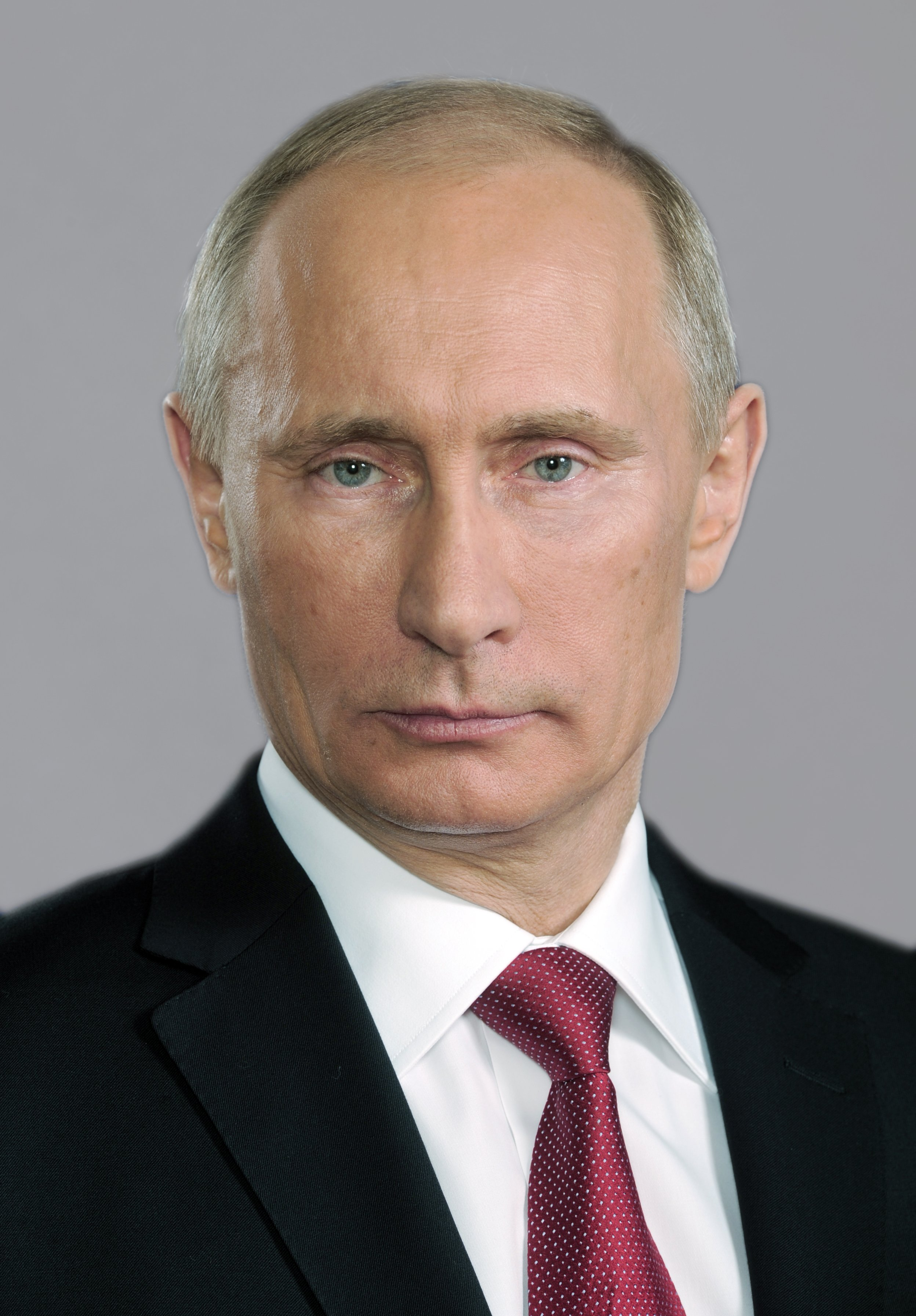
فلاديمير فلاديميروفيتش بوتين الرئيس الحالي لجمهورية روسيا الاتحادية

- عبّر رئيس اللجنة الدولية في مجلس الدوما الروسي ليونيد سلوتسكي بأن يكون التحقيق حول مقتل السفير الروسي في تركيا موضوعي وأن هذا لن يؤثر على العلاقات الثنائية
- روسيا تحصل على تأكيدات من السلطات التركية أنه سيتم معاقبة المسؤولين بمقتل السفير الروسي لدى أنقرة
- قالت الخارجية الروسية أن مسألة مقتل السفير الروسي في تركيا ستطرح على مجلس الأمن التابع للأمم المتحدة
- قالت المتحدثة باسم الخارجية الروسية ماريا زاخاروفا إن الاتحاد الأوروبي يدين قتل السفير الروسي في أنقرة
- أدانت الممثلية الروسية الدائمة في منظمة الأمن والتعاون قتل السفير الروسي في أنقرة ووصفته بالهجوم الإرهابي
- وصفت موسكو قتل السفير الروسي في أنقرة بالهجوم الإرهابي
- صرح نائب رئيس لجنة الدفاع والأمن في مجلس الاتحاد فرانتس كلينت سيفينتش إن أحد أهداف الهجوم على السفير الروسي في تركيا هو الرغبة في إشعال الفتنة بين موسكو وإسطنبول، وأضاف ليس لدي شكوك بأن القاتل له صلة بالإسلاميين المتطرفين، وليس لديه أي أهمية ما إذا كان القاتل من داعش أو من جبهة النصرة، ولكن هدف الهجوم وهو محاولة لإشعال الفتنة بين روسيا وتركيا، وهذا الهجوم لم يسبق له مثيل في التاريخ الحديث، وهناك أسئلة إلى الجانب التركي حول فشل توفير الأمن للدبلوماسي الروسي
- قال النائب الأول لرئيس مجلس مفتي روسيا روشان عباسوف إن مجلس الإفتاء الروسي يدين قتل السفير الروسي لدى أنقرة وأضاف عباسوف ندين العنف، وندين جميع أعمال التطرف والإرهاب، لأن ذلك ليس له صلة بالإسلام
- قال النائب الأول لرئيس لجنة الشؤون الدولية في مجلس الاتحاد الروسي فلاديمير جباروف إن هدف اغتيال السفير الروسي في أنقرة هو رمي إسفين في العلاقات بين أنقرة وروسيا ولن يتم تحقيق ذلك وأكد جباروف أنه يجب تعزيز مكافحة الإرهاب وتقديم الدعم لتركيا التي تتعرض من هجمات الإرهابيين
- قال رئيس لجنة الدفاع والأمن في مجلس الاتحاد الروسي فيكتور أوزيروف إن مقتل السفير الروسي في أنقرة يقف ورائه تجار النفط والأسلحة مع سوريا
- قالت عضو مجلس الدوما للشؤون الدولية، يلينا بانينا أعتقد بأن هذا الهجوم استفزاز غايته تعطيل الحوار الذي بدأ بين روسيا وتركيا. خاصة ونحن نعلم أن الرئيس التركي رجب طيب أردوغان يجب أن يزور روسيا، ولذلك، فإن هذا استفزاز واضح
- قال النائب الأول لرئس لجنة الشؤون الدولية في مجلس الاتحاد الروسي فلاديمير جباروف سيناقش يوم الجمعة مسألة اغتيال السفير الروسي لدى أنقرة
- طالبت روسيا على لسان نائب رئيس لجنة الدفاع والأمن الروسية فرانتس كلينت سيفينتش تركيا بتشكيل لجنة مشتركة من أجل التحقيق في عملية الاغتيال، محملا أنقرة عدم تقديم الإجراءات الأمنية اللازمة، وأن هنالك خطأ كبير من قبل قوات الأمن التركية، لذا يجب على الحكومة التركية اتخاذ التدابير الأمنية اللازمة من أجل عدم وقوع عمليات اغتيال لدبلوماسيين بسبب الأوضاع الجارية في سوريا

### ردود الفعل التركية

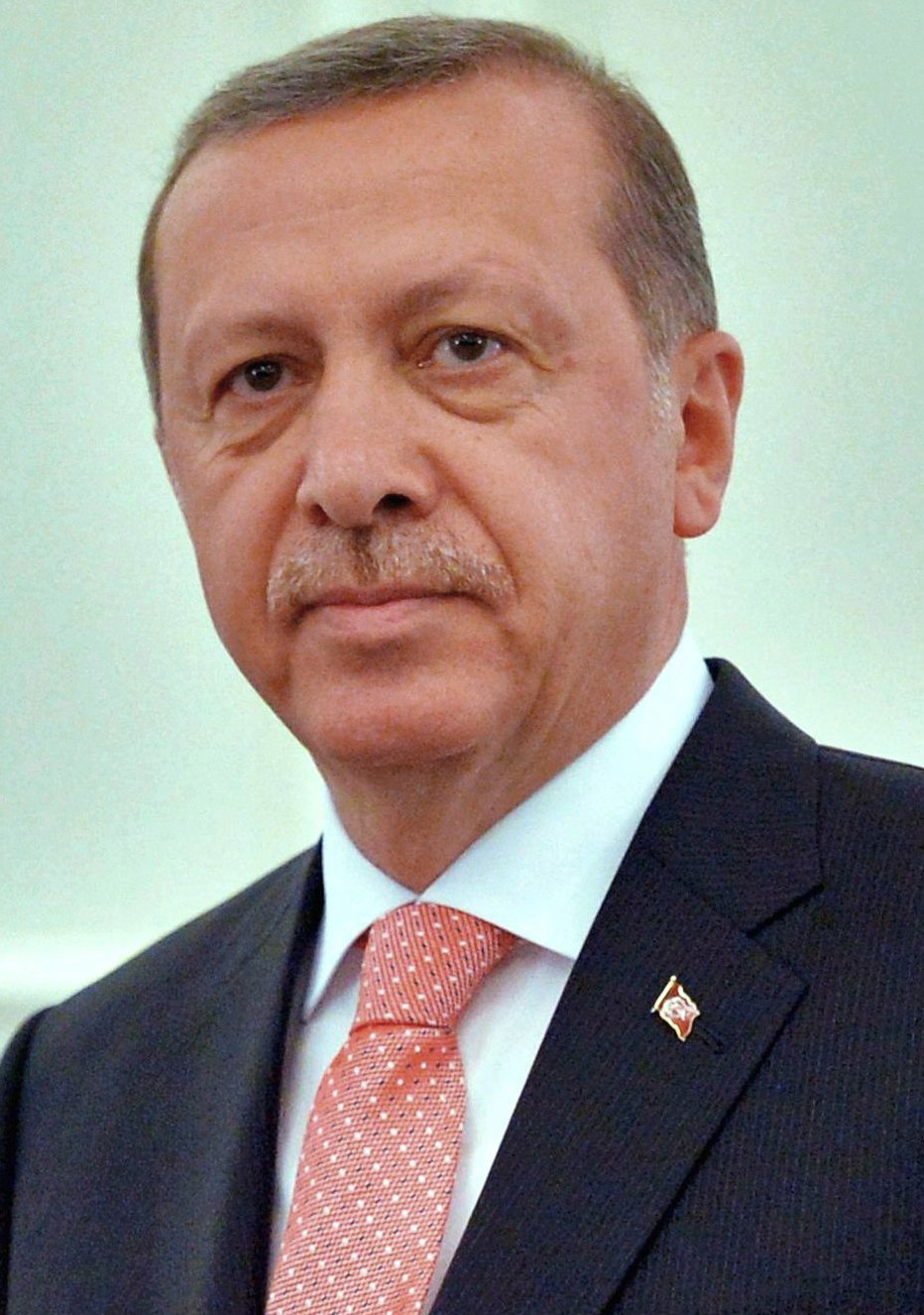
رجب طيب أردوغان رئيس تركيا الثاني عشر والحالي

- قال رئيس بلدية أنقرة مليح غوكجك إن الهدف من قتل السفير الروسي هو تدمير العلاقات الروسية التركية وقد القاتل يكون عضو في منظمة غولين
- السلطات التركية تعزز تدابير حماية السفارة الروسية في أنقرة بعد الهجوم على السفير الروسي
- وصفت السفارة التركية في روسيا قتل السفير الروسي في أنقرة بالمأساة اللاإنسانية
- أكدت وزارة الخارجية التركية أن الاعتداء على السفير الروسي أظهر الوجه الوحشي والقبيح للإرهاب. ووفقا للخارجية التركية فإن تركيا ستواصل بعزم وإصرار بذل كافة الجهود مع روسيا وجميع حلفائها الآخرين من أجل مكافحة الإرهاب. وأضافت الخارجية التركية تم تصفية المعتدي وتركيا ستحقق بالحادث بكل جوانبه وستعمل من أجل مثول المسؤولين أمام القضاء
- قام الرئيس التركي رجب طيب أردوغان بإبلاغ نظيره الروسي فلاديمير بوتين بالمعلومات الأولية حول عملية الاغتيال التي تعرض لها السفير الروسي في أنقرة خلال اتصال هاتفي أجراه مساء يوم الثلاثاء عقب الهجوم، وذلك من خلال التصريحات التي أدلى بها المتحدث باسم الحكومة التركية إبراهيم قالين
- قال النائب عن حزب العدالة والتنمية ورئيس وزراء تركيا

بن علي يلدرم بأن عملية اغتيال السفير الروسي جاءت من قبل جهات منزعجة من العلاقات الروسية التركية، جاء ذلك خلال تغريدة قام بها على موقعه بالتويتر عقب الحادث، وأن العملية جاءت ردا على حلب عبارة عن غلاف من أجل صرف الأنظار عن الهدف الرئيسي
- قال رئيس بلدية أنقرة مليح غوكتشيك بأن مثل هذه العمليات سوف تستمر، لافتا إلى أن عملية اغتيال السفير الروسي تعتبر عملية جبانه، وأن من يقف وراء هذه العملية هم نفسهم الذين يقفون وراء عملية إسقاط الطائرة الروسية، والتي تهدف إلى زعزعت العلاقات بين الطرفين، وأن هذه العملية لديها معاني كثيرة بسبب الاجتماع الثلاثي الذي سوف يعقد غدا من أجل سوريا، وأعتقد بأن مثل هذه العمليات سوف تستمر، ولكن لم يتمكنوا من الوصول إلى هدفهم

### ردود الفعل الدولية
- منظمة حلف الشمال الأطلسي

| ” | صرح الأمين العام لحلف شمال الأطلسي ينس ستولتنبرغ في تغريدة على تويتر إنه قدم تعازيه لعائلة الدبلوماسي وللشعب الروسي، مؤكدا أن لا شيء يبرر عملا شنيعا مثل هذا | “ |

- مملكة إسبانيا

| ” | أدانت إسبانيا بشدة الهجوم المسلح الذي استهدف السفير الروسي في أنقرة أندريه كارلوف وأسفر عن تعرضه لإصابة بالغة تسببت بمقتله، وأعربت وزارة الخارجية الإسبانية في بيان مساء يوم الإثنين عن تعازيها العميقة لأسرة السفير وتضامنها الكامل مع السلطات الروسية والتركية في تلك اللحظات العصيبة، وجدد البيان رفض إسبانيا للإرهاب بكل أشكاله والتزامها الكامل بمكافحة تلك الآفة واجتثاث جذورها | “ |

- الإمارات العربية المتحدة

| ” | أعربت الإمارات العربية المتحدة عن إدانتها واستنكارها الشديدين لجريمة اغتيال السفير الروسي لدى تركيا كما صدر عن وزارة الخارجية بيان يشجب هذه الجريمة النكراء، وجددت مواقف دولة الإمارات الثابتة بنبذ العنف والإرهاب بمختلف أشكاله وصوره وما ينجم عنه من ضحايا وترويع للآمنين | “ |

- البيت الأبيض

| ” | نيد البيت الأبيض مقتل السفير الروسي لدى أنقرة أندريه كارلوف ووصفه بالهجوم الإرهابي الشنيع، وأن أمريكا تقف مع روسيا وتركيا ضد الإرهاب | “ |

- منظمة الأمم المتحدة

| ” | أعربت الأمم المتحدة، عن إدانتها للهجوم على السفير الروسى في أنقرة الذى توفي متأثرًا بإصابته بالرصاص، وقال المتحدث باسم المنظمة الدولية ستيفان دوجاريك ندين الهجوم المسلح على السفير الروسي في تركيا، لا مبرر لهجوم على دبلوماسي أو سفير، مضيفا نتمنى أن يمثل الجاني أمام العدالة | “ |

- الاتحاد الأوروبي

| ” | أعلنت رئيسة دبلوماسية الاتحاد الأوروبي، فيديريكا موغيريني، في رسالة بعثتها إلى وزير الخارجية الروسي سيرغي لافروف، أن الاتحاد الأوروبي يدين بأشد العبارات الهجوم على السفير الروسي في تركيا، وجاء في رسالة موغيريني إلى لافروف لقد صدمت بشدة، لمعرفة المزيد عن هذا الهجوم، غير المتوقع على السفير أندريه كارلوف في أنقرة، بعد ظهر هذا اليوم الاتحاد الأوروبي يدين بأشد العبارات هذا الهجوم ضد السفير الروسي كارلوف | “ |

- جمهورية ألمانيا الاتحادية

| ” | أدانت وزارة الخارجية الألمانية بشدة مقتل السفير الروسي في تركيا، أندريه كارلوف، وجاء في بيان صحفي صادر نحن ندين حادثة مقتل السفير الروسي في تركيا، بأشد العبارات، وتضامنا مع أفراد عائلته السفير الروسي | “ |

- جمهورية النمسا

| ” | قال وزير الخارجية النمساوي، سيباستيان كورتس، في مدونته على موقع تويتر إنني أدين بشدة، مقتل السفير الروسي في أنقرة، إنه فعل وحشي وعنيف قلوبنا مع أفراد عائلته | “ |

- المملكة المتحدة

| ” | وصفت وزارة الخارجية البريطانية، حادثة مقتل السفير الروسي لدى تركيا، أندريه كارلوف، بأنها اعتداء جبان، وكتب وزير الخارجية البريطاني، بوريس جونسون، على حسابه في تويتر لقد صدمت بمقتل السفير الروسي لدى تركيا، أفكر في عائلته، إني أدين هذا الاعتداء الجبان | “ |

- الجمهورية الإسلامية الإيرانية

| ” | أدان المتحدث باسم الخارجية الإيرانية بهرام قاسمي بشدة اغتيال السفير الروسي لدى تركيا، وأعرب قاسمي عن تضامنه مع روسيا حكومة وشعبا ومع ذوي الدبلوماسي الرفيع في هذا البلد واصفا الحادث القذر بالوحشي وقال إن هذا العمل الإجرامي يكشف أن الإرهابيين المرتبطين بالتيارات المتطرفة والتكفيرية لا يلتزمون بأي من معايير الحقوق الدولية ويقدمون على مثل هذه الممارسات الوحشية بهدف زرع الخلافات بين الدول وزعزعة الأمن والاستقرار في المنطقة أكثر فأكثر، واعتبر قاسمي أن السبيل الوحيد للخلاص من ظاهرة القرن والعصر المشؤومة والمثيرة للكراهية أي الإرهاب رهن بتضامن وتلاحم جيمع الشعوب والحكومات بالعالم لشن حرب بلا هوادة وبدون تقسيم للإرهاب إلى جيد وسيئ وبالابتعاد عن التعاطي المزدوج والكيل بمكيالين ضد الارهاب والتطرف مؤكدا أن الجمهورية الإسلامية الإيرانية ستقف إلى جانب حكومات وشعوب المنطقة والعالم حتى اجتثاث جذور هذه الظاهرة المشؤومة بشكل كامل | “ |

- جمهورية إستونيا

| ” | ادانت وزارة خارجية أستونيا برئاسة سفن ميكسر قتل السفير الرويس لدى أنقرة وقدمة التعازي لكل الشعب الروسي وعائلة السفير | “ |

- الولايات المتحدة الأمريكية

| ” | صرحت وزارة الخارجية الأمريكية إن الولايات المتحدة تدين الهجوم بسلاح ناري على السفير الروسي لدى أنقرة في وقت سابق من يوم الإثنين، وقال المتحدث باسم الخارجية الأمريكية جون كيري في بيان ندين عمل العنف هذا أيا كان مصدره أفكارنا وصلواتنا معه ومع أسرته | “ |

- مجلس الدوما

| ” | وصف مجلس الدوما الروسي، الهجوم الذي أسفر عن مقتل السفير الروسي لدى تركيا، بأنه عمل استفزازي يهدف لنسف الحوار الذي بدأ بين الدولتين، وقالت عضو مجلس الدوما للشؤون الدولية يلينا بانينا، لوكالة سبوتنيك، أعتقد بأن هذا الهجوم استفزاز غايته تعطيل الحوار الذي بدأ بين روسيا وتركيا خاصة ونحن نعلم أن الرئيس التركي رجب طيب أردوغان يجب أن يزور روسيا، ولذلك فإن هذا استفزاز واضح | “ |

- جمهورية تركيا

| ” | اعتبر الرئيس التركي رجب طيب أردوغان أن عملية الاغتيال عملٌ تحريضي يستهدف عرقلة مسيرة تطبيع العلاقات بين البلدين، مشيرا إلى أن روسيا طلبت المشاركة في التحقيق في الحادث وأنه وافق على ذلك | “ |

- المملكة العربية السعودية

| ” | أعربت الخارجية السعودية عن إدانة المملكة واستنكارها الشديدين لمقتل السفير، وقالت في بيان إن هذا العمل يتنافى مع القوانين الدولية ومبادئ حماية الدبلوماسيين والمبعوثين الدوليين، والمبادئ والأخلاق الإنسانية | “ |

- دولة قطر

| ” | أعربت دولة قطر عن إدانتها واستنكارها الشديدين لحادث مقتل السفير الروسي في تركيا وقال بيان لوزارة الخارجية إن الحادث يمثل عملا إجراميا آثما يتنافى مع كافة الشرائع السماوية والقيم الإنسانية والأعراف الدبلوماسية، وشدد بيان الخارجية القطرية على ثقة قطر في قدرة السلطات التركية على القبض على مرتكبي هذه الجريمة وتقديمهم للعدالة، معبرة عن خالص التعازي والمواساة لروسيا ولأسرة السفير وجدد البيان موقف دولة قطر الثابت من نبذ العنف والإرهاب بكافة صوره وأشكاله | “ |

- دولة الكويت

| ” | بعث أمير الكويت برقية تعزية إلى الرئيس الروسي، أعرب فيها عن استنكار بلاده وإدانتها الشديدة لمقتل السفير، وبعث أيضا برسالة للرئيس التركي موضحا أن بلاده تقف لجانب تركيا وشعبها | “ |

- جمهورية مصر العربية

| ” | أدانت الرئاسة المصرية في بيان صادر عنها بأشد العبارات الهجوم الذي أسفر عن مقتل سفير روسيا في أنقرة، وعبّرت عن عميق استنكارها ورفضها لهذا العمل الإرهابي الغادر | “ |

- الجمهورية العربية السورية

| ” | نددت وزارة الخارجية السورية، الإثنين، بمقتل السفير الروسي في تركيا أندريه كارلوف، بعد إصابته في هجوم مسلح بالعاصمة أنقرة، واصفة الاعتداء بالجبان، وأفادت في بيان نشرته الوكالة العربية السورية للأنباء الرسمية سانا، تدين الجمهورية العربية السورية بأشد العبارات الاعتداء الإرهابي الجبان الذي أودى بحياة السفير الروسي في تركيا أندريه كارلوف، ورأت الوزارة أن هذه الجريمة الشائنة تؤكد من جديد على الضرورة الملحّة لتسخير كل الجهود والإمكانيات لمكافحة الإرهاب والقضاء عليه | “ |

- الجمهورية اللبنانية

| ” | دان رئيس الجمهورية ميشال عون جريمة اغتيال سفير الاتحاد الروسي في تركيا أندريه كارلوف ووصفه بالعمل الإرهابي الذي يمعن في ضرب مفهوم حوار الحضارات، وفي برقية تعزية من الرئيس عون إلى الرئيس الروسي فلاديمير بوتين أكد عون أن لبنان الذي أخذ قراره بمحاربة الإرهاب ودفع ثمناً كبيراً من أجل مواجهته، يعتمد على دعم أشقائه وأصدقائه له ومنهم روسيا، ليكونوا يداً واحدة تعيد الأمل للمنطقة والعالم بغد مزدهر ومشرق خال من مفهوم الإرهاب والإجرام، وفي غضون ذلك أوعز وزير الداخلية اللبناني نهاد المشنوق إلى القوى الأمنية بتشديد الإجراءات الأمنية في محيط السفارة الروسية في بيروت | “ |

- جمهورية اليونان

| ” | قال المتحد باسم الخارجية اليونانية نيكوس كوتزياس إن اليونان تدين قتل السفير الروسي في أنقرة وتشدد على مكافحة الإرهاب حول العالم | “ |

- جمهورية ليتوانيا

| ” | أعرب وزير الخارجية الليتواني ليناس لينكيفيشيوس عن تعازيه للرئاسة الروسية والشعب الروسي ولأهل السفير الروسي حول وفاة السفير في أنقرة | “ |

- روسيا الاتحادية

| ” | وصف الرئيس الروسي فلاديمير بوتين الواقعة بالحادث الإرهابي، مشيرًا إلى أنها تستهدف العلاقات التركية الروسية الجيدة، والتي كانت سببًا في وقف إطلاق النار في حلب بين المعارضة المسلحة والنظام السوري وكما أكد المتحدث باسم الرئاسة الروسية ديمتري بيسكوف، توجه فريق روسي يتكون من 18 موظفا من الخارجية ومكتب التحقيقات والأجهزة الخاصة إلى تركيا، للتحقيق في حادث اغتيال السفير الروسي لدى أنقرة أندريه كارلوف، وشدد وزير الدفاع الروسي سيرغي شويغو على ضرورة إجراء التحقيق المستفيض في حادث قتل السفير أندريه كارلوف في تركيا، وتطرق وزير الدفاع الروسي إلى حادث قتل السفير الروسي لدى تركيا أثناء لقائه بنظيره التركي فكري إيشيق في موسكو، الثلاثاء، حيث قال نأمل في إجراء التحقيق المستفيض وكشف المسؤولين عن الجريمة ومعاقبتهم، وحدد وزير خارجية روسيا الهدف الذي صبا إليه من دبر جريمة قتل السفير الروسي في تركيا، وقال سيرغي لافروف في معرض تعليقه على مقتل السفير أندريه كارلوف نعتقد بأن هدف مدبري هذه الجريمة إحباط عملية تطبيع العلاقات بين روسيا وتركيا | “ |

- جمهورية أوكرانيا

| ” | لازمت مدينة كييف الصمت حول اغتيال السفير الروسي في أنقرة، وذلك على الرغم من إصدار الرئيس الأوكراني بيترو بوروشينكو بيانا باللغتين الأوكرانية والألمانية، يدين هجوم نيس 2016 الإرهابي في برلين بأشد العبارات، بدوره وصف النائب في البرلمان الأوكراني فلاديمير باراسيوك، منفذ جريمة اغتيال السفير الروسي في أنقرة مولود مارت ألتن طاش، بأنه بطل بالنسبة لشعبه، ونشر النائب في حسابه على موقع فيسبوك صورة لقاتل السفير الروسي، وكتب، عندما يكون الرجل مستعدا لدفع حياته ثمنا واتخاذ تدابير متطرفة من أجل فكره والحقيقية، يمكننا أن نقول بثقة إنه بطل | “ |

- الجمهورية الإيطالية

| ” | أدان وزير خارجية إيطاليا أنجلينو ألفانو قتل السفير الروسي لدى أنقرة وطلب تشكيل لجنة للبحث في حادثة مقتل السفير الروسي | “ |

- حزب الله

| ” | عبر حزب الله في بيان عن إدانته الشديدة للجريمة النكراء التي أودت بحياة السفير الروسي لدى تركيا معتبراً أنّها إساءة بالغة للأمن والاستقرار الدوليين، وأكد البيان أنّ هذه العملية الارهابية لن تؤثر إطلاقا على ثبات السياسة الروسية في سوريا والمنطقة، بل سوف تزيدها عزما على العمل المشترك مع جميع المخلصين والأصدقاء والحلفاء في مواجهة الإرهاب واستئصاله من جذوره | “ |

- حركة الناصريين المستقلين

| ” | أصدرت الهيئة القيادية في حركة الناصريين المستقلين المرابطون بيانا عبرت فيها عن أسفها للجريمة الإرهابية التي أودت بحياة السفير الروسي في أنقرة، الذي اغتيل أمام ملايين البشر وبصورة وحشية على أيدي أعداء الإنسانية والتقدم، وعصابات الإخوان المتأسلمين | “ |

- جمهورية العراق

| ” | عبرت العراق عن عميق شعورها بالألم، لم يكن رد العراق خارج السرب، حيث أدانت الخارجية العراقية هي الأخرى حادث مقتل السفير الروسي، وقال المتحدث الرسمي باسم الوزارة أحمد جمال في بيان تدين وزارة الخارجية العراقية وبشدة جريمة اغتيال السفير الروسي لدى أنقرة أندريه كارلوف، وتعبّر عن عميق شعورها بالألم لهذا العمل الإرهابي، وأضاف البيان أن الخارجية تدعو إلى ضرورة تأمين كافة وسائل الحماية للبعثات الدبلوماسية، كما ونتشارك مع شعب وحكومة روسيا الاتحادية مشاعر التعازي والمواساة بهذه الجريمة | “ |

- الجمهورية الفرنسية

| ” | أدان الرئيس الفرنسي فرانسوا أولوند يوم الإثنين مقتل السفير الروسي لدى تركيا، وفي بيان مختصر، أدان أولوند بقوة اغتيال سفير روسيا لدى أنقرة، وفي بيان منفصل، أعرب وزير الخارجية الفرنسي جان مارك أيرولت عن صدمته الكبيرة بشأن حادث إطلاق النار الذي أودى بحياة السفير الروسي، وقال تدين فرنسا هذا العمل الحقير فلا شيء يبرر العنف والإرهاب، معربا عن تضامنه مع السلطات الروسية والتركية في تلك المحنة العصيبة | “ |

- جمهورية أذربيجان

| ” | أدانت العاصمة باكو على لسان الرئيس إلهام علييف الحدث الجاري في أنقرة وقال من المؤسف حدوث مثل هذا الاعتداء على الأراضي التركية وقدم التعازي لأسرة السفير والشعب الروسي والحكومة الروسية وأعلن تضامنة لمحاربة الإرهاب | “ |

- المملكة الكندية

| ” | نقلت وكالة الأنباء الكندية لا برس كنديان، عن مصدر مسؤول في الخارجية الكندية، إدانة حكومة كندا واستنكارها الشديدين لمقتل سفير روسيا الاتحادية لدى الجمهورية التركية | “ |

- مملكة النرويج

| ” | أدان وزير خارجية النرويج بورج برينده اغتيال السفير الروسي لدى أنقرة ووصفة بالاعتداء الغاشم الغير مسؤول | “ |

- جمهورية الشيشان

| ” | قال الرئيس الشيشاني رمضان قاديروف إن مقتل السفير الروسي في أنقرة يؤكد أهمية مكافحة الإرهاب | “ |

- لجنة حقوق الإنسان

| ” | قال رئيس لجنة حقوق الإنسان ميخائيل فيدوتوف إن اغتيال السفير الروسي في أنقرة يشكل انتهاكاً للقانون الدولي وأسس التواصل بين الشعوب | “ |

- جمهورية صربيا

| ” | أدانت صربيا الهجوم الإرهابي على السفير الروسي في أنقرة وأعلنت تضامنها مع تركيا وروسيا لمكافحة الإرهاب | “ |

- وزارة الخارجية الأمريكية

| ” | قال المتحدث باسم وزارة الخارجية الأمريكية جون كيربي إن الولايات المتحدة تدين مقتل السفير الروسي لدى تركيا أندريه كارلوف | “ |

## تصريحات عائلة ألتن طاش
في حوار صحفي مع صحيفة حرييت التركية التي أجرته يوم الإثنين 26 ديسمبر / كانون الأول صرحت الشقيقة الكبرى لمولود ألتن طاش، سحر مارت ألتن طاش على لسان عائلتها، إن عائلتها تشعر بالعار مما فعله، وأنها لا تريد استلام جثمانه لدفنه، وصرحت قائلتاً في هذا السياق إن والدتها تمر بحالة صحية سيئة جداً منذ وقوع الحادثة، مضيفة بلسان عائلتها لقد تمنينا لو أنه قتل في أحد الانفجارات التي ضربت البلاد، كنا سنشعر بالفخر، وقالت أن الالتحاق بأكاديمية الشرطة لم يكن الخيار المفضل لمولود، حيث أقنعته العائلة بذلك لانخفاض تكاليف الدراسة وضمان الحصول على وظيفة على عكس المهن الأخرى، وكان مولود كما تؤكد شقيقته نجح في اجتياز اختبارات الالتحاق بالحرس الجمهوري لكن عدم مرور عام على التحاقه بالشرطة كان سبباً في فقدانه فرصة الانضمام له، وأشارت سحر ألتن طاش أنها لاحظت في شريط الاغتيال المصور أن شقيقها كانت تصدر عنه حركات غريبة، قائلة بالخصوص حركاته الغريبة لفتت نظري، كان يبدو وكأنه ينتظر أوامر من أحد ما قبل أن يطلق النار على السفير ويرديه قتيلاً، سحر قالت إن عائلتها ليست متشددة بتاتا وأن سلوكها منفتح وأنها كانت تذهب برفقة شقيقها إلى المسجد في الصيف لتعلم القرآن الكريم. وأوضحت سحر أن شقيقها كان طفلا نشيطا ومجتهدا في صغره، وحين التحق بالثانوية أخبر والدتهما أنه لن يتلقى دروسا خصوصية، وسيحاول التفوق والنجاح بالاعتماد قدراته الشخصية
وقالت إنهم كانوا يقضون عطلتهم دائماً في البحر، وأضافت لم يجبرني أخي على ارتداء الحجاب أو حتى على قراءة القرآن وإن لم يصدقني البعض فليأتوا ويشاهدوا صورنا القديمة، ولكنه بدأ الصلاة خلال السنة الثانية من دخوله لكلية الشرطة، وتنفي سحر المعلومات التي تشير لارتباط أخيها بجماعة الداعية التركي فتح الله غولن والذي تتهمه السلطات التركية بالوقوف وراء محاولة الانقلاب الأخيرة التي قادها عدد من ضباط الجيش التركي في الخامس عشر من تموز/ يوليو 2016 كما ونفت أيضا حصوله على أي دعم من رجل أعمال أو غيره، مشيرة إلى والدته تكفّلت بمصاريف دراسته، وأشارت الصحيفة إلى أن سحر قد لاحظت بوادر تغير جذري في شخصية مولود بعد دخوله معهد الشرطة وأوضحت أن مولود قضى سنته الأولى في المعهد بشكل طبيعي جدا، ولم تظهر عليه بوادر التغيير إلا في السنة الموالية، حيث أصبح يقضي معظم وقته في المسجد، ولا يخرج أبدا برفقة العائلة. علاوة على كل ذلك، أصبح مولود منطويا جدا على نفسه، ويفتعل أية مناوشات مع أفراد العائلة حتى يغادر المنزل وينضم إلى رفاقه، وتحدثت سحر عن حالة القلق والشك التي ساورت كل أفراد العائلة، نظرا للتغير الكبير الذي طرأ على سلوك مولود في تلك الفترة وأضافت لاحظت أنه لا يخرج بتاتا من المنزل، ما استرعى فضولي وسألته عن سبب ذلك، ولماذا يرتدي ملابس رثة وقديمة، وطلبت منه الخروج للتسوق وشراء بعض الملابس الجديدة، ولكنه أبى، وقال إنه لا يريد ملابس جديدة، فهو لا يحتاجها أصلا، وعن التواصل بينهما، تشير سحر أنها لم تتواصل مع شقيقها كثيراً خلال عمله في العاصمة أنقرة، فلم تتصل به مرات كثيرة ولم يفعل هو أيضاً على حد تعبيرها، ولا يحبذ مولود التفاعل عبر الشبكات الاجتماعية التي قاطعها كما تؤكد شقيقته بعد أن دخل كلية الشرطة، حيث أغلق حسابه على موقع فيسبوك واحتفظ بحسابه على موقع إنستغرام لكنه لم يقبل إضافة أفراد عائلته وفقاً لحديث شقيقته
وقالت أيضا ذهبت والدتي لزيارته في أنقرة أكثر من مرة، وكنت دائما أسألها ألم تلاحظي شيئا وكانت تجيبني بأنها قد قامت بترتيب المنزل وخزانته ولم تلاحظ أي شيء مريب، حيث لم تجد سوى القرآن الكريم، وبالتالي لم يكن هناك أي مبرر لمخاوفنا لقد كان أمانة بيد الدولة وكان ينتقل باستمرار من مدينة لأخرى، ولذلك كان من المستحيل أن نعرف مع من يلتقي ويقضي جل وقته، ونفت سحر أن تكون على علم بأن اسم مولود يوجد ضمن القائمة الرمادية، واعتبرت أن ذلك شبه مستحيل، حيث استمر مولود في عمله، في الوقت الذي اعتقل فيه الكثيرون وأوقفوا عن عملهم، وذكرت الصحيفة أن طوال فترة بقائه في معهد الشرطة، نأى مولود بنفسه عن عائلته، ولم يكن يخبرهم بأية تفاصيل تخص تدريبه، على حد تعبير أخته. في المقابل، أشارت سحر إلى أن أحد أصدقائه، والذي رفضت الصحيفة الإدلاء باسمه لدواع أمنية، كان على صلة وثيقة به طوال الفترة الماضية، ومن الملفت للنظر ما روته سحر عن أخيها، حيث ذكرت أنه خلال زيارته الأخيرة للمنزل، ألحّ عليها وعلى أمها بموضوع الزواج، وقال جدوا لي فتاة أريد أن أتزوج، زوجوني، وأصرّ مولود على الموضوع كثيرا، فلم يخل يوم طيلة العشرة أيام التي قضاها في المنزل دون التطرق للموضوع. وفي الوقت نفسه، تعتقد سحر أن الأيادي الخفية استخدمته لكونه أعزبا وغير متزوج، ومن المرجح أنه كان ينوي الزواج للتملص من هذه المهمة، وعن الأنباء التي تحدثت عن مشاركة مولود ألتنطاش في فريق حماية رئيس الجمهورية، قالت سحر إنه فعلا دخل امتحانات حماية رئاسة الجمهورية، ونجح فيها، ولكن تأجل انضمامه، لأنه لم يتجاوز السنة في سلك الشرطة، وتحدثت الصحيفة عن المشاعر التي ساورت سحر وعائلتها يوم وقوع العملية. وذكرت سحر أن مولود اتصل بوالدته التي كانت تتسوق، وأخبرته بأن هناك ضجة من حولها ولا تسمع شيئا وستتصل به فور عودتها إلى المنزل. وعندما وصلوا للبيت فاجأهم اتصال من قريب لهم، يعلمهم بأن السفير الروسي قد أردي قتيلا على يدي مولود ألتنطاش. وعلى الفور، أصيبت والدته بانهيار عصبي، وبعد دقائق داهمت الشرطة المنزل وأخذتهم، ولم يكونوا حينها على علم بأنه قد قُتل، وأوردت الصحيفة في نهاية الحوار مع سحر أنها قد أعربت عن رفض عائلتها استلام الجنازة، كما أتت على ذكر جميع المضايقات والضغوطات التي تتعرض لها، على غرار قيام الجهة التي تعمل لديها بفصلها من عملها، وأشارت إلى أن حياتها أصبحت معرضة للخطر، مشددة على أنه لا ذنب لهم في الجريمة التي اقترفها مولود

## مقالات ذات صلة
- روسيا
- تركيا
- سوريا
- حلب